# Oberläufe der Großen Dhünn
Das 73,1 ha große Naturschutzgebiet Oberläufe der Großen Dhünn mit der Kennung GM-100 liegt auf dem Gebiet der Stadt Wipperfürth im Oberbergischen Kreis in Nordrhein-Westfalen.
Das aus drei Teilflächen bestehende Gebiet erstreckt sich südwestlich der Kernstadt Wipperfürth, nordöstlich der Großen Dhünntalsperre und nordwestlich, nördlich und nordöstlich von Wipperfeld, einem Ortsteil von Wipperfürth, entlang der Großen Dhünn. Südlich des Gebietes verläuft die B 506. In dem Abschnitt Odenholler Mühle bis Niederdhünn verläuft die Große Dhünn auf Hückeswagener Gebiet im 10 ha große Naturschutzgebiet „Oberlauf der Großen Dhünn“ mit der Kennung GM-090.

## Beschreibung
Die Fachinformationssystem des Landesamtes für Natur, Umwelt und Verbraucherschutz in NRW beschreibt das Gebiet östlich der Odenholler Mühle:

„Der Abschnitt der Dhünn mit ihren zufließenden Quellsiefen und an den Hängen stockenden Laubwäldern ist ein typischer und schützenswerter Ausschnitt des Bergischen Landes. Hervorzuheben sind die größeren Laubwaldbestände im Nordwesten des Komplexes. Das Gebiet von regionaler Bedeutung als Vernetzungskomplex im Biotopverbund von naturnahen Fließgewässern und ihren Auen im engen räumlichen Zusammenhang mit naturnahen Laubwäldern.“

Bezüglich des Bereichs Niederdhünn bis zur Dhünntalsperre sei hier nur auszugsweise die Beschreibung des Landesamtes zitiert:

„Die Große Dhünn und ihre Zuläufe innerhalb des Gebietes sind überwiegend in mindestens gering beeinträchtigtem oder besseren Zustand, was häufig auch auf Renaturierungsmaßnahmen (seitens des Wupperverbands) zurückzuführen ist. Kleingehölze, Grünlandbrachen und verschiedene Laubwälder ergänzen die Fließgewässerstrukturen positiv und zeichnen ein strukturreiches, naturschutzfachlich interessantes Landschaftsbild mit unterschiedlichsten Facetten. In diesen liegt auch die besondere Wertigkeit des Gebietes, da hier ein großes Zusammenspiel von einem natürlichen Vorbild folgend zueinander passenden Lebensräumen teilweise samt schmaler Ökotone vorzufinden ist.
Auch die überwiegend naturschutzfachlich als positiv zu bewertende Beschaffenheit des Fließgewässersystems stellt hier eine besondere Qualität für das Naturschutzgebiet dar. Die Renaturierungsmaßnahmen erscheinen überwiegend als nachhaltige Verbesserung. Das kaum zerschnittene Gewässersystem bietet für den Biotopverbund diversen Arten einen wichtigen Korridor durch die Landschaft. Gerade im Zusammenspiel mit den mitunter sehr naturnahen Quellbereichen und verschiedenen Laubwäldern, die das Gebiet mosaikartig ergänzen sind hier kostbare Refugialstandorte und Rückzugsmöglichkeiten für eine Vielzahl von Arten gegeben. Hochstauden sind mal prägnanter, mal versteckter in Nischen verteilt und bieten ein nutzbares Blütenangebot für diverse Insektenarten“

An bemerkenswerten Pflanzenarten treten in dem Naturschutzgebiet u. a. auf: Echtes Mädesüß (Filipendula ulmaria), Sumpf-Schwertlilie (Iris pseudacorus), Kuckucks-Lichtnelke (Lychnis flos-cuculi), Rundblättrige Glockenblume (Campanula rotundifolia), Sumpf-Dotterblume (Caltha palustris), Sumpf-Helmkraut (Scutellaria galericulata), Sumpf-Schafgarbe (Achillea ptarmica) und Sumpf-Veilchen (Viola palustris).
Folgende seltene und besonders zu schützende Tierarten sind an der Großen Dhünn heimisch: Erdkröte (Bufo bufo), Gebirgsstelze (Motacilla cinerea), Grasfrosch (Rana temporaria), Graureiher (Ardea cinerea), Kiebitz (Vanellus vanellus), Ringelnatter (Natrix natrix), Schwarzstorch (Ciconia nigra) und Waldeidechse (Lacerta vivipara).

## Schutzziele
- Erhalt naturnaher Laubwald-Lebensräume.

- Erhaltung und Optimierung eines Grünlandtales mit Feuchtgrünland und Feuchtbrachen.

- Sicherung und Entwicklung eines Bachsystems mit naturnahen Quellsiefen und einem überwiegend unverbauten Wiesenbach.

- Sicherung und Entwicklung naturnaher Laubwaldbestände.

- Erhaltung und Optimierung naturnaher Fließgewässer und ihrer Auen.

- Erhaltung, Regeneration und Entwicklung von artenreichem Feuchtgrünland und Magergrünland.

- Erhaltung naturnaher Laubwälder, insbesondere mit Altholzbeständen.[7]

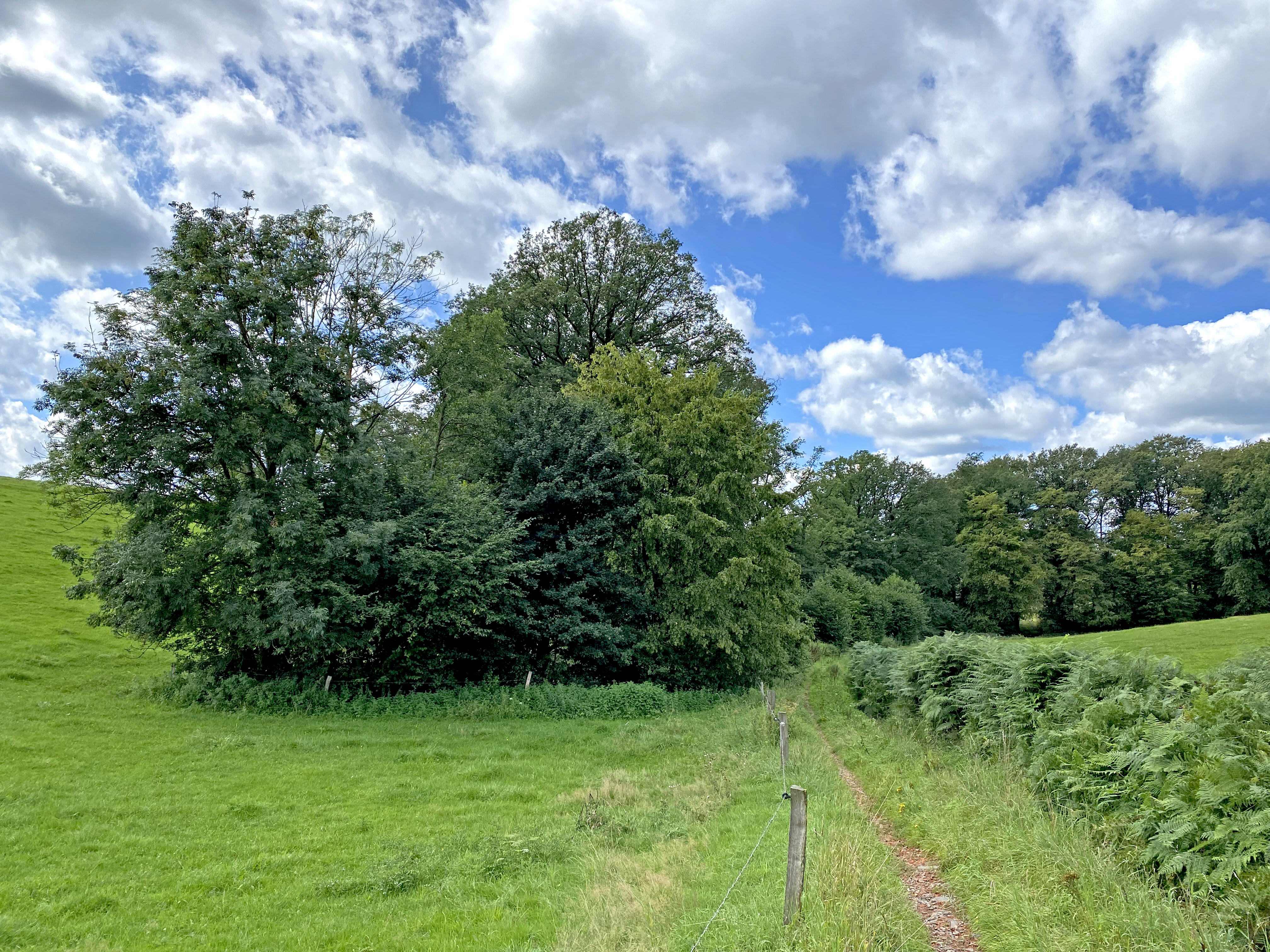
Gehölz am Quelltümpel der Großen Dhünn Nähe Ritzenhaufe
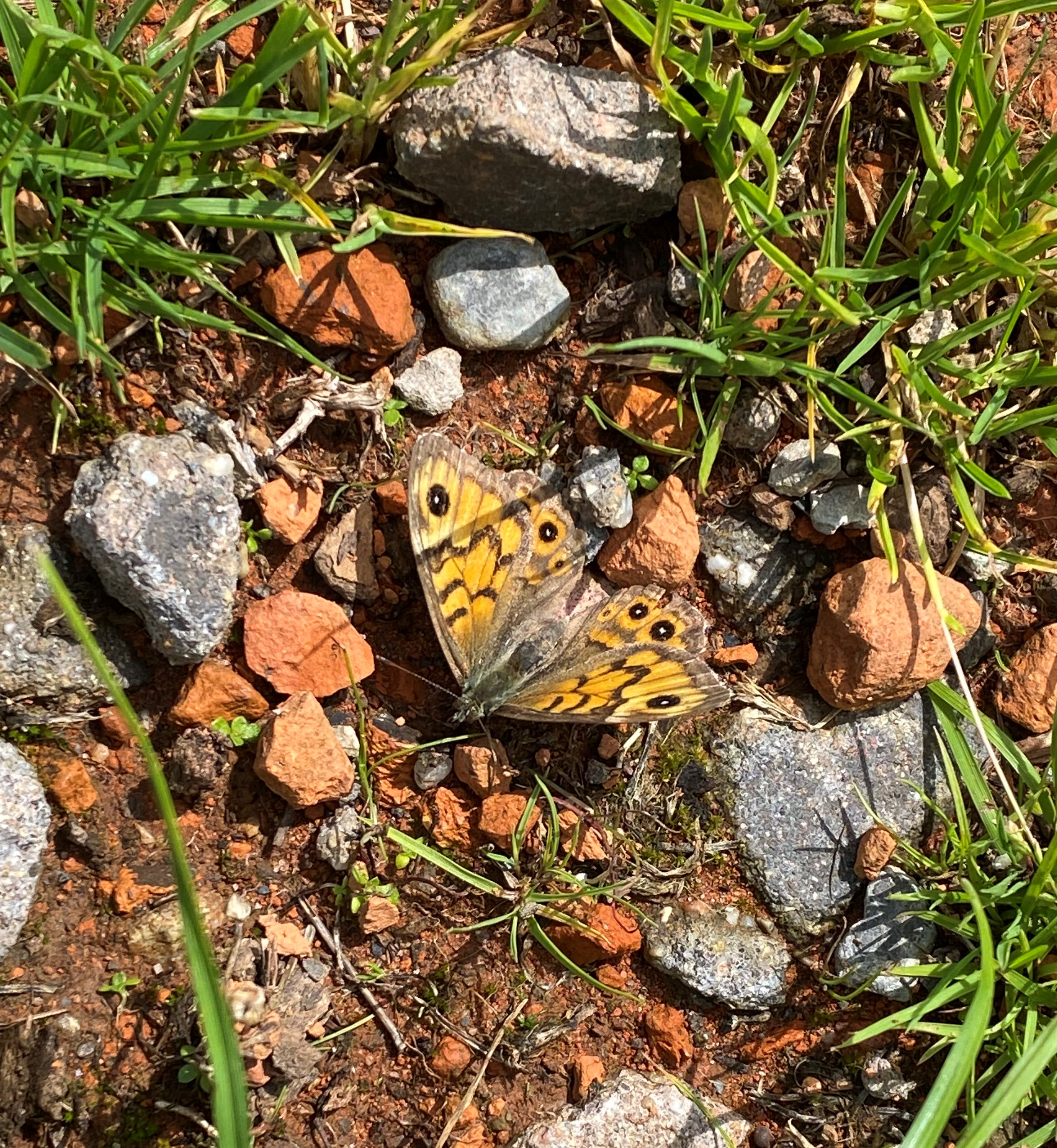
Mauerfuchs im Quellgebiet der Großen Dhünn (Rote Liste NRW (2020): Vorwarnung)
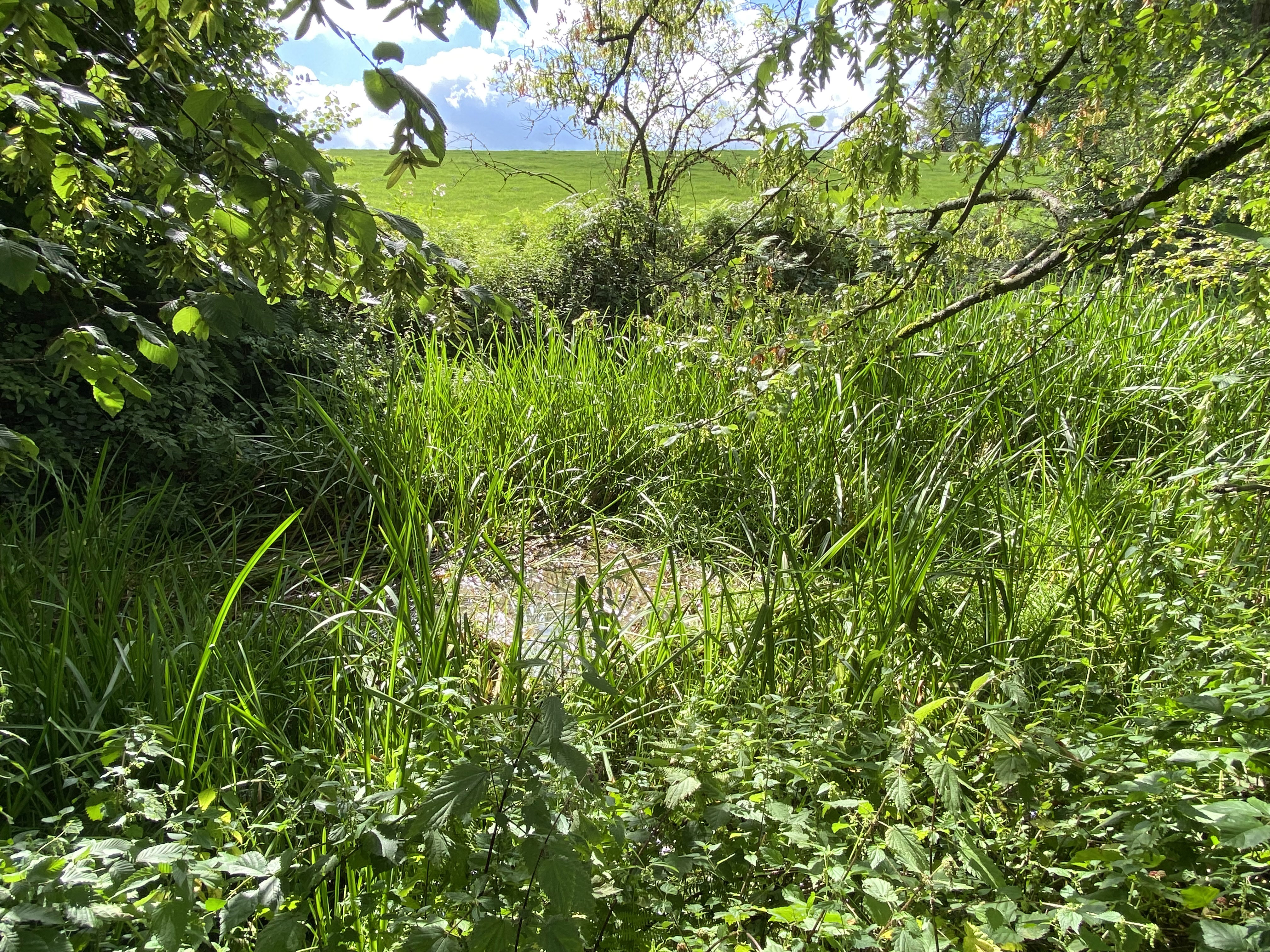
Quelltümpel der Großen Dhünn bei Ritzenhaufe
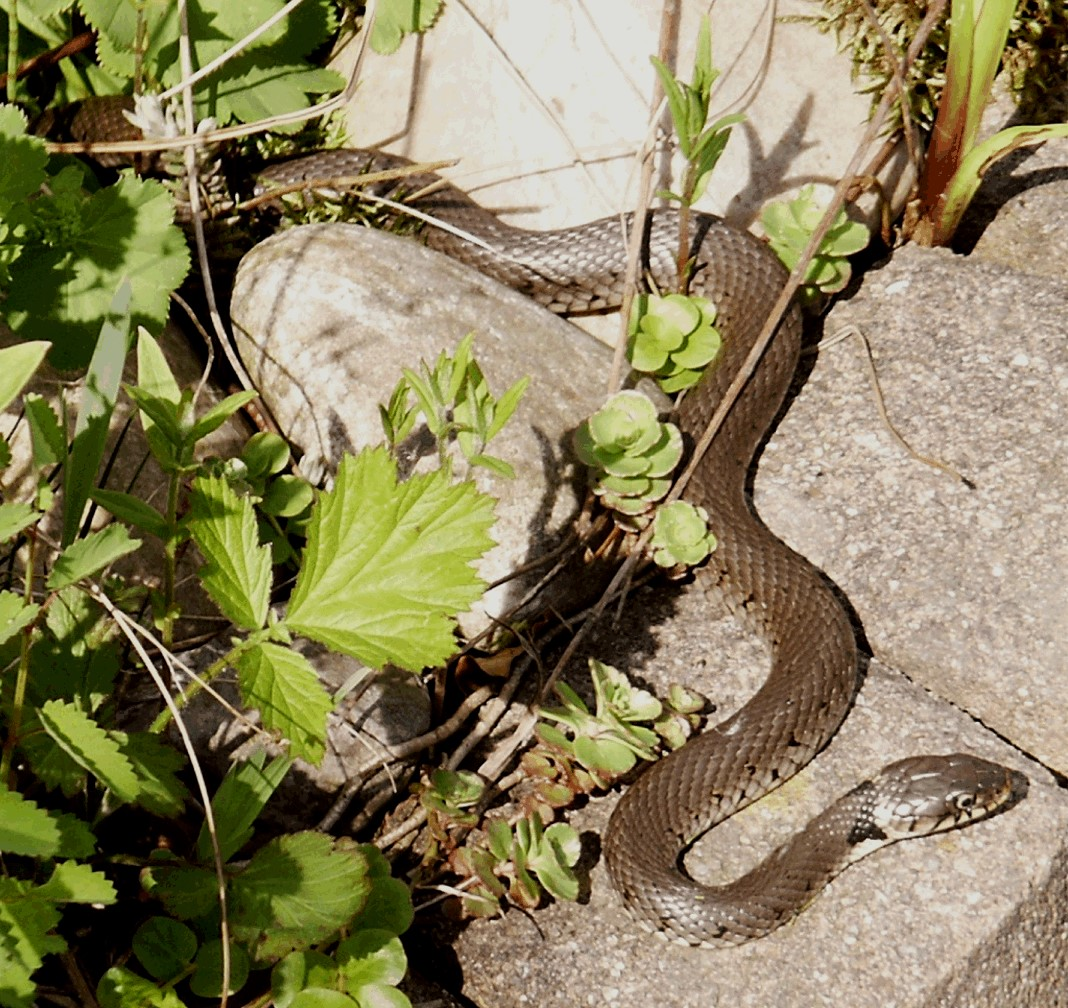
Ringelnatter (Natrix natrix)
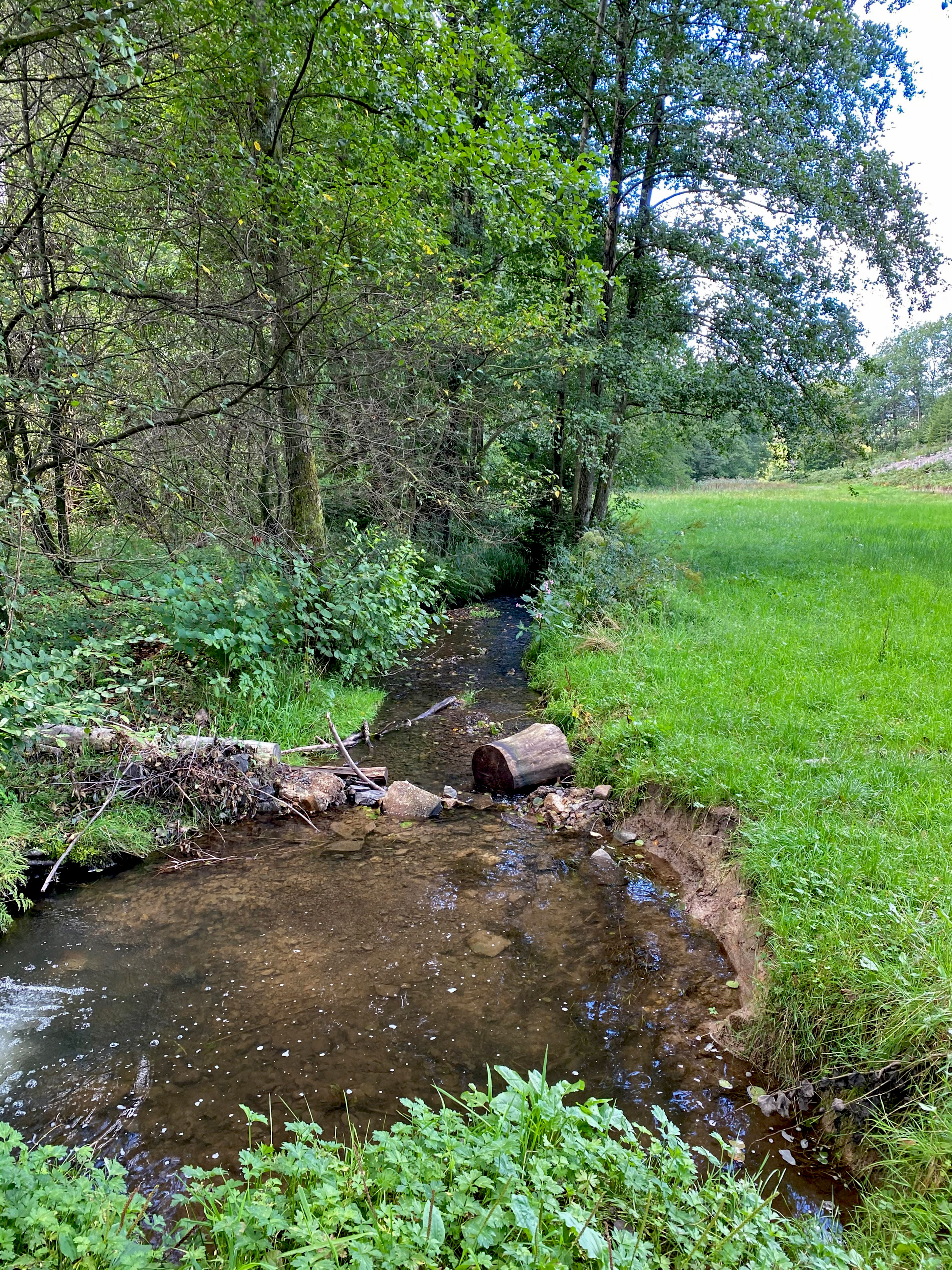
Oberlauf der Großen Dhünn
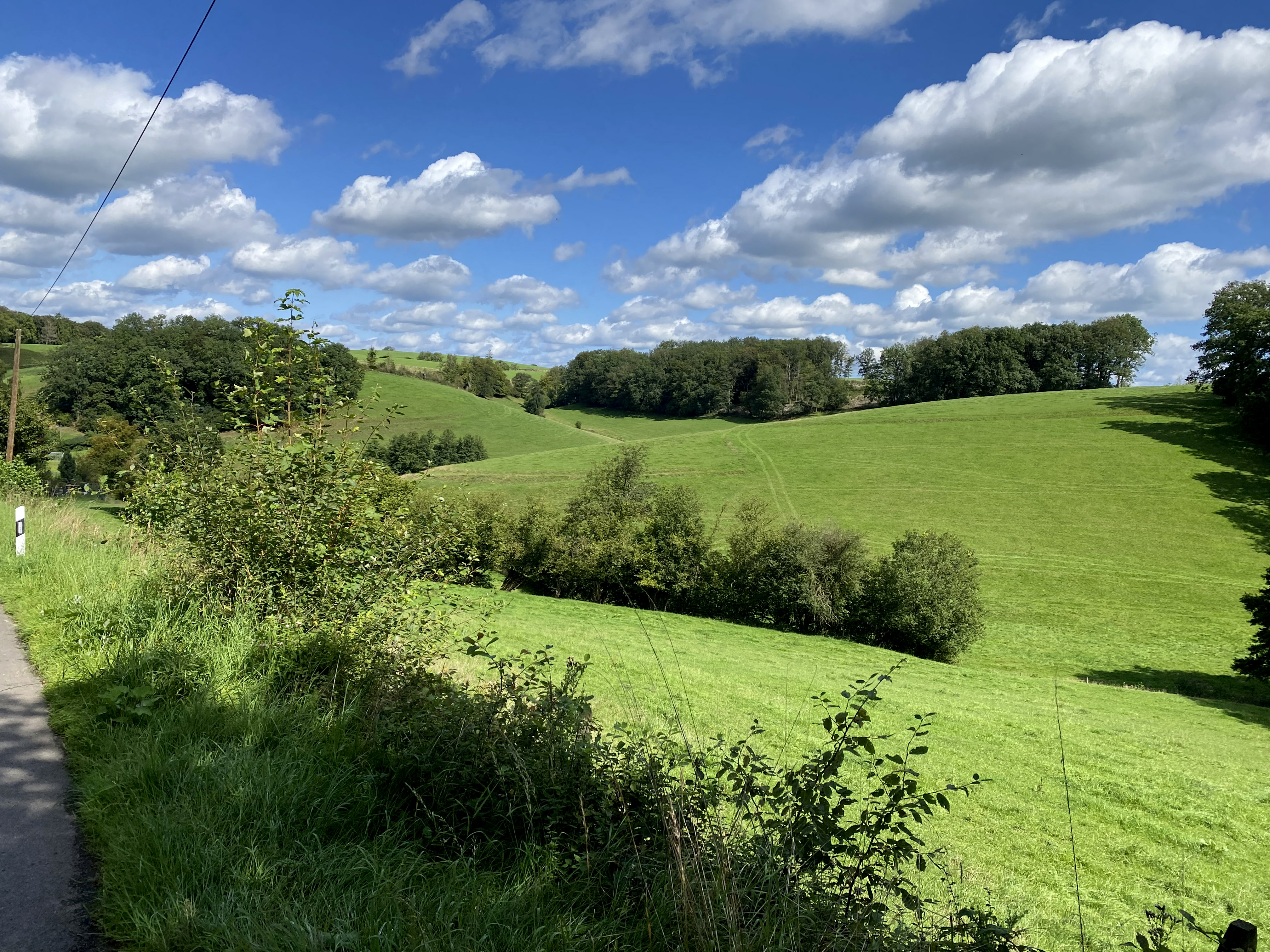
Hügellandschaft bei der Hofschaft Dhünn
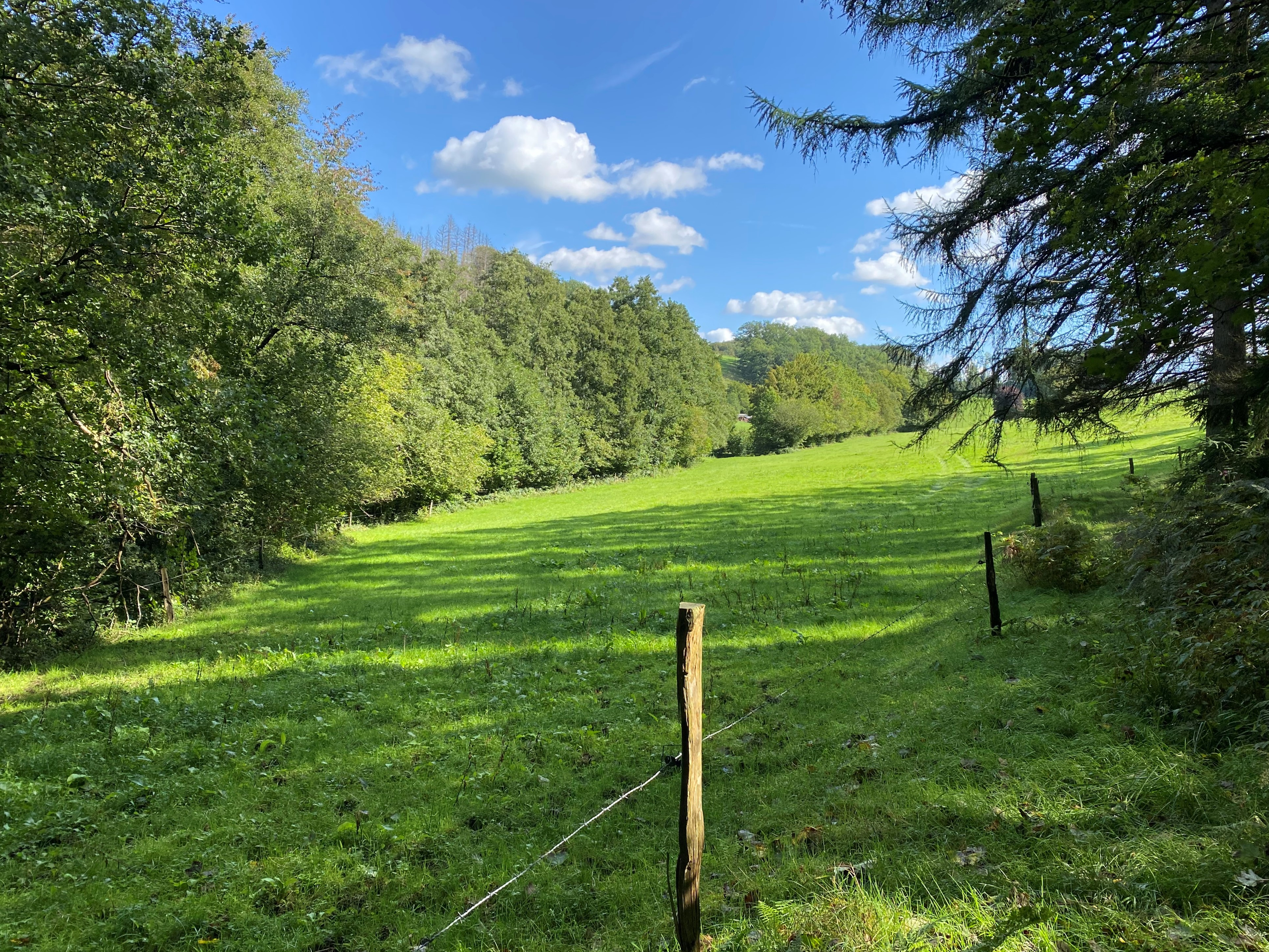
Ufergehölze säumen die Große Dhünn an einer Weide bei Dhünn
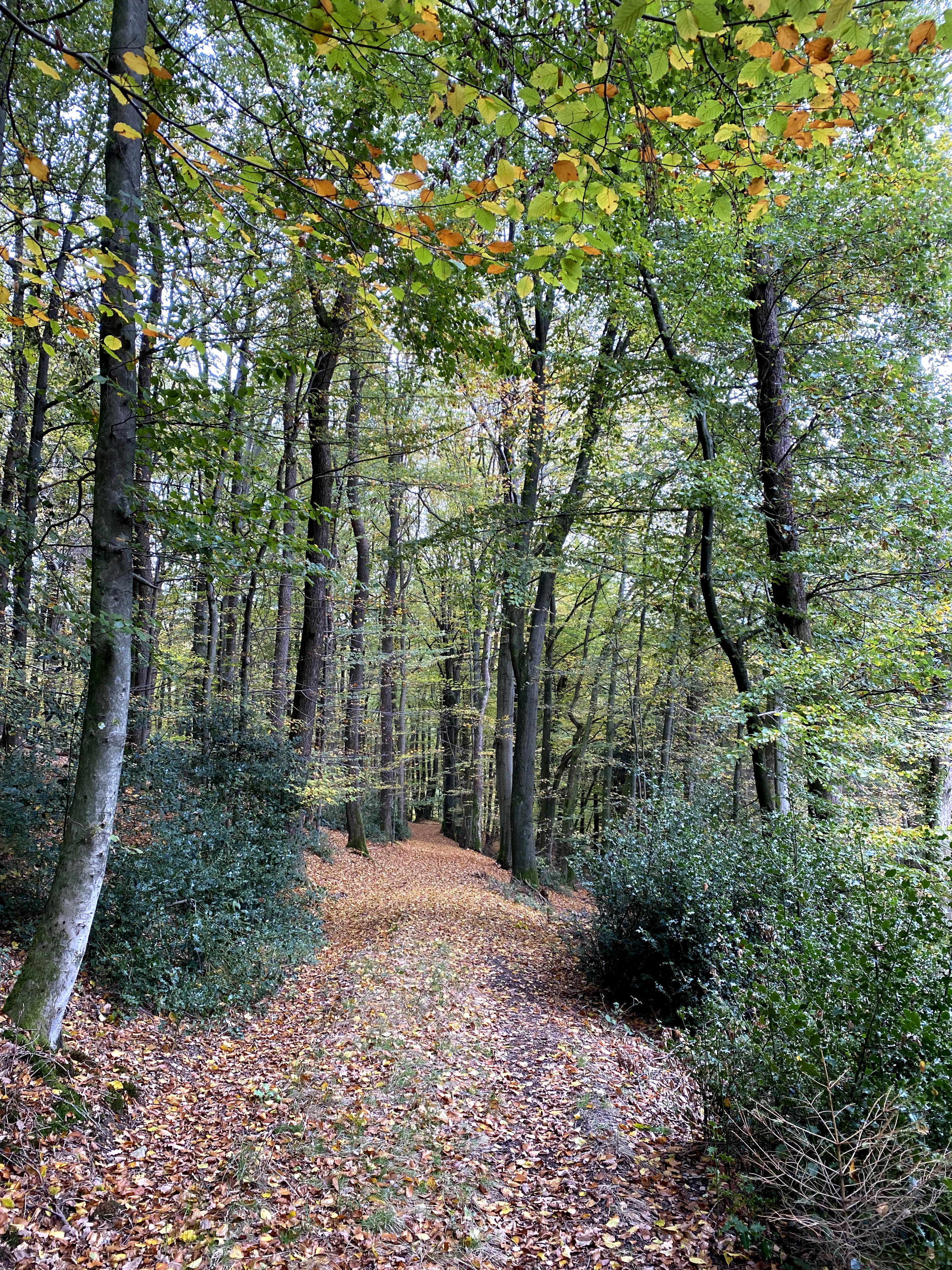
Waldweg im Isenburger Bachtal
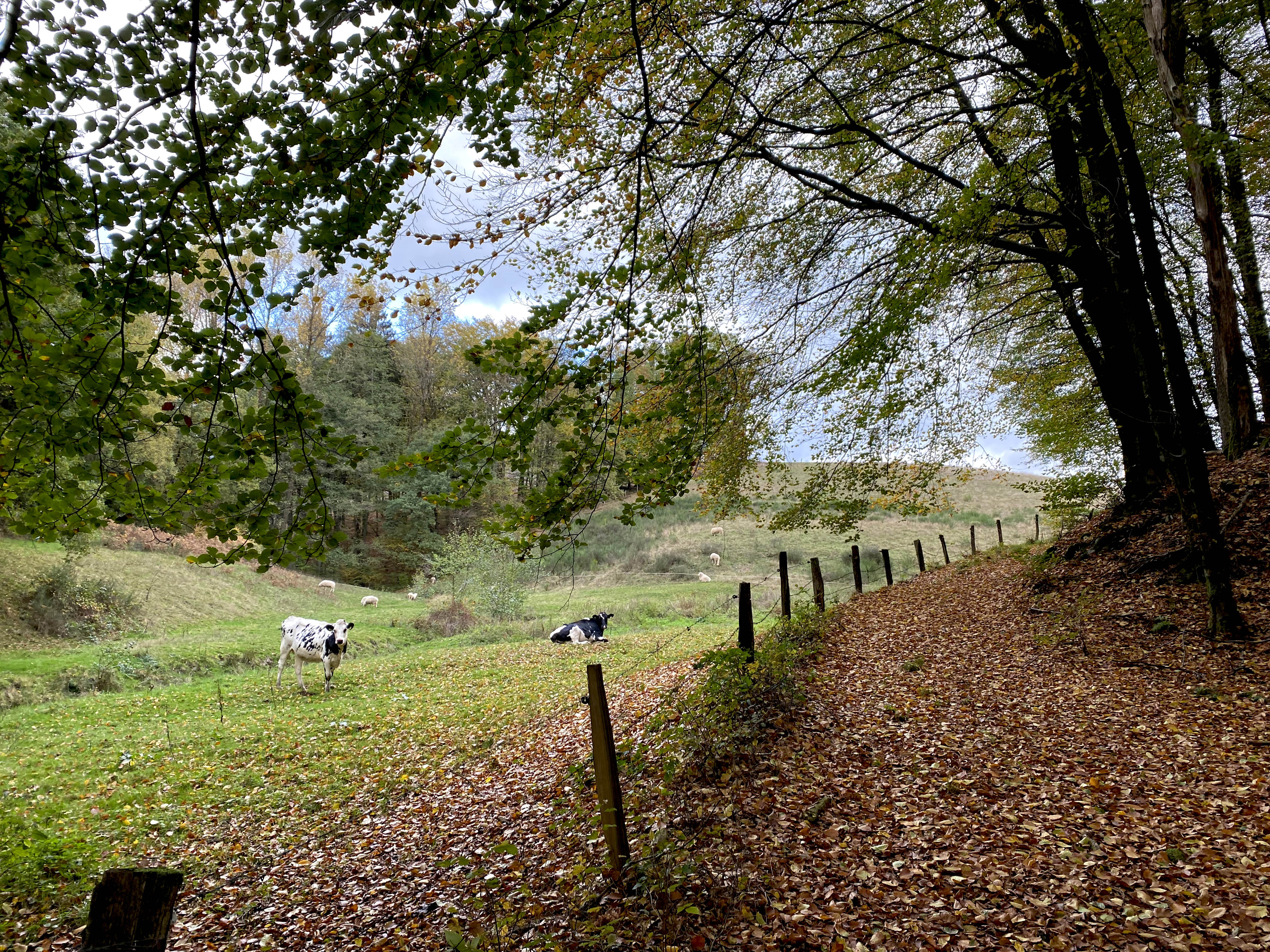
Isenburger Bachtal
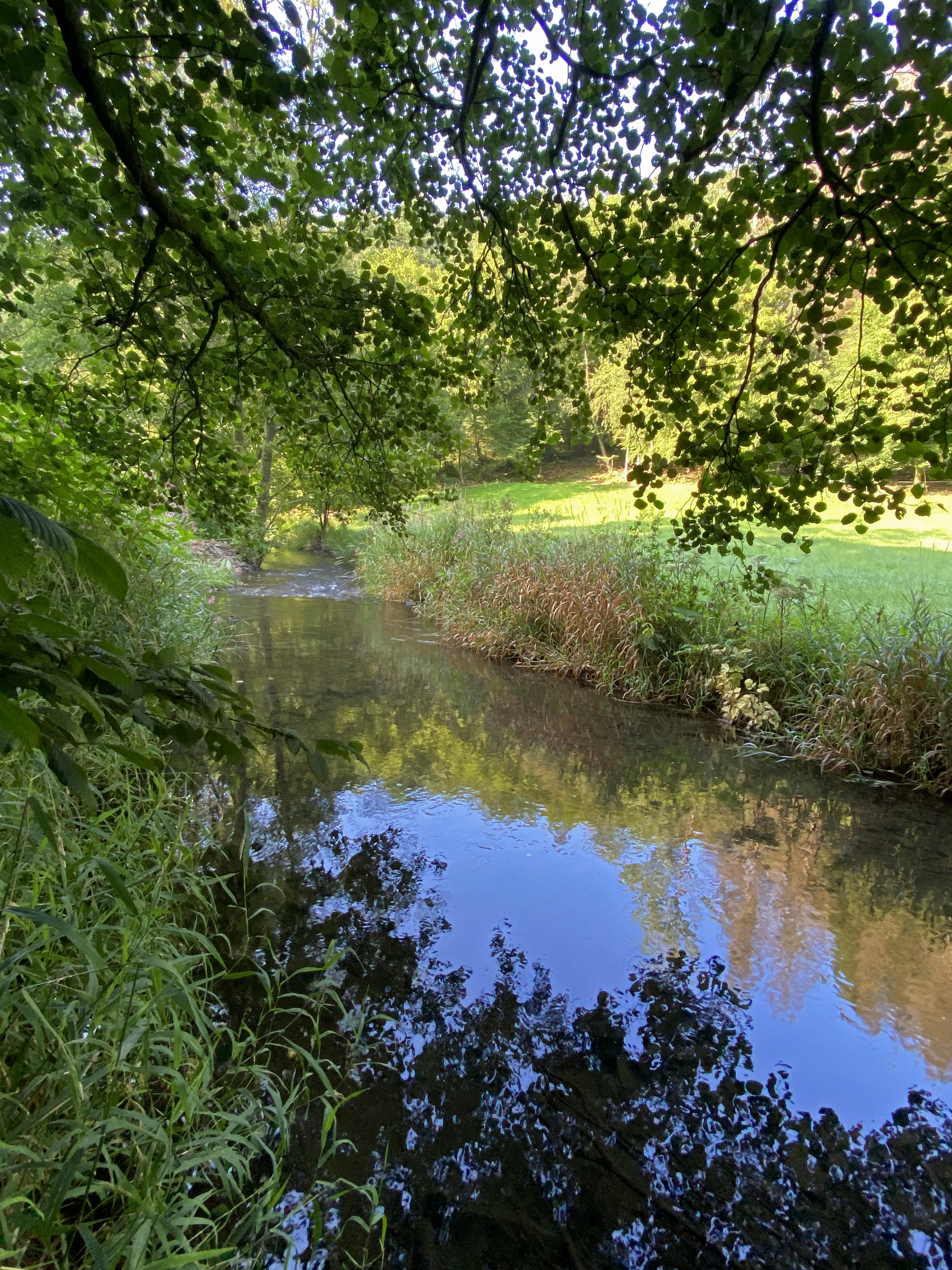
Unterer Purder Bach im NSG
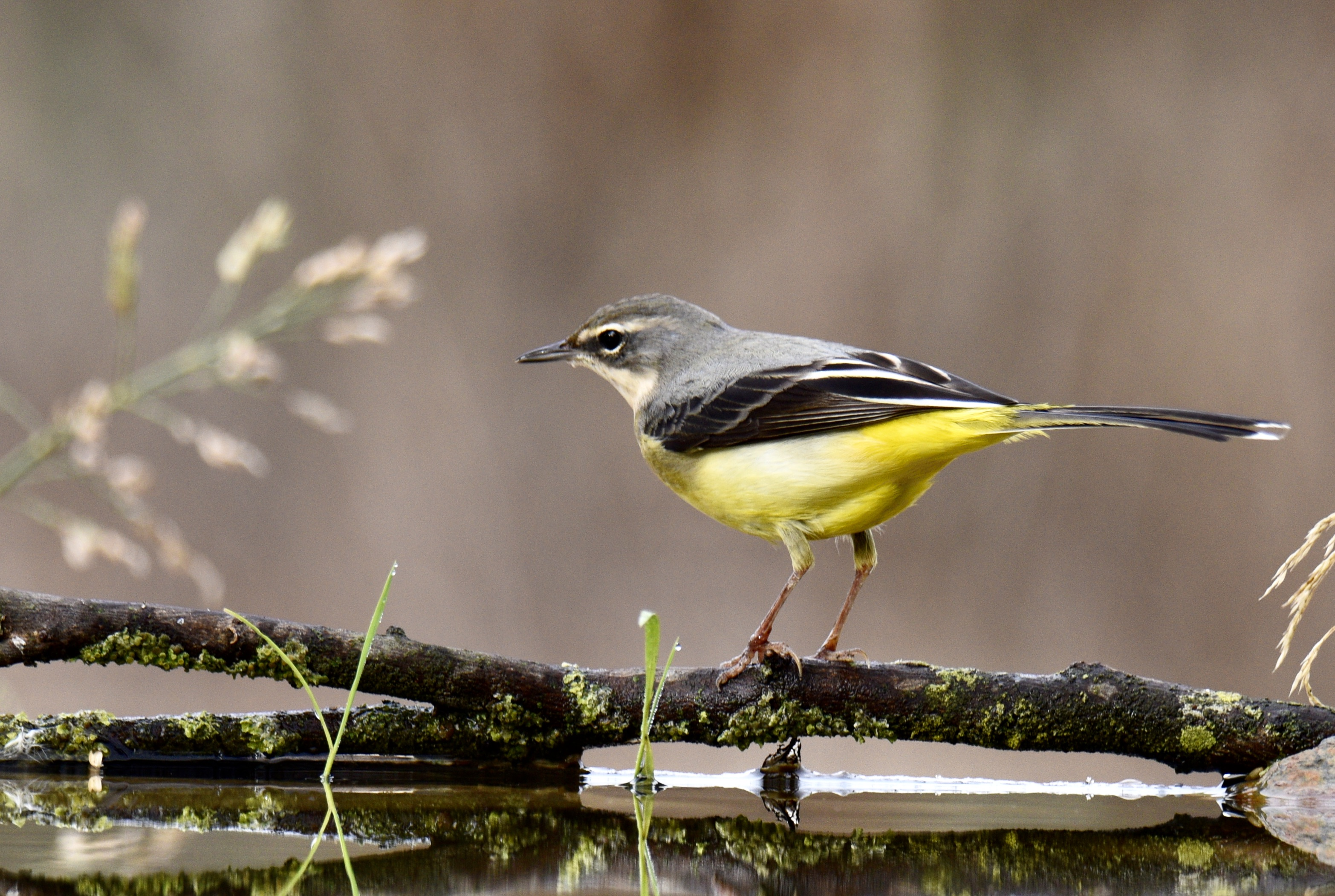
Gebirgsstelze
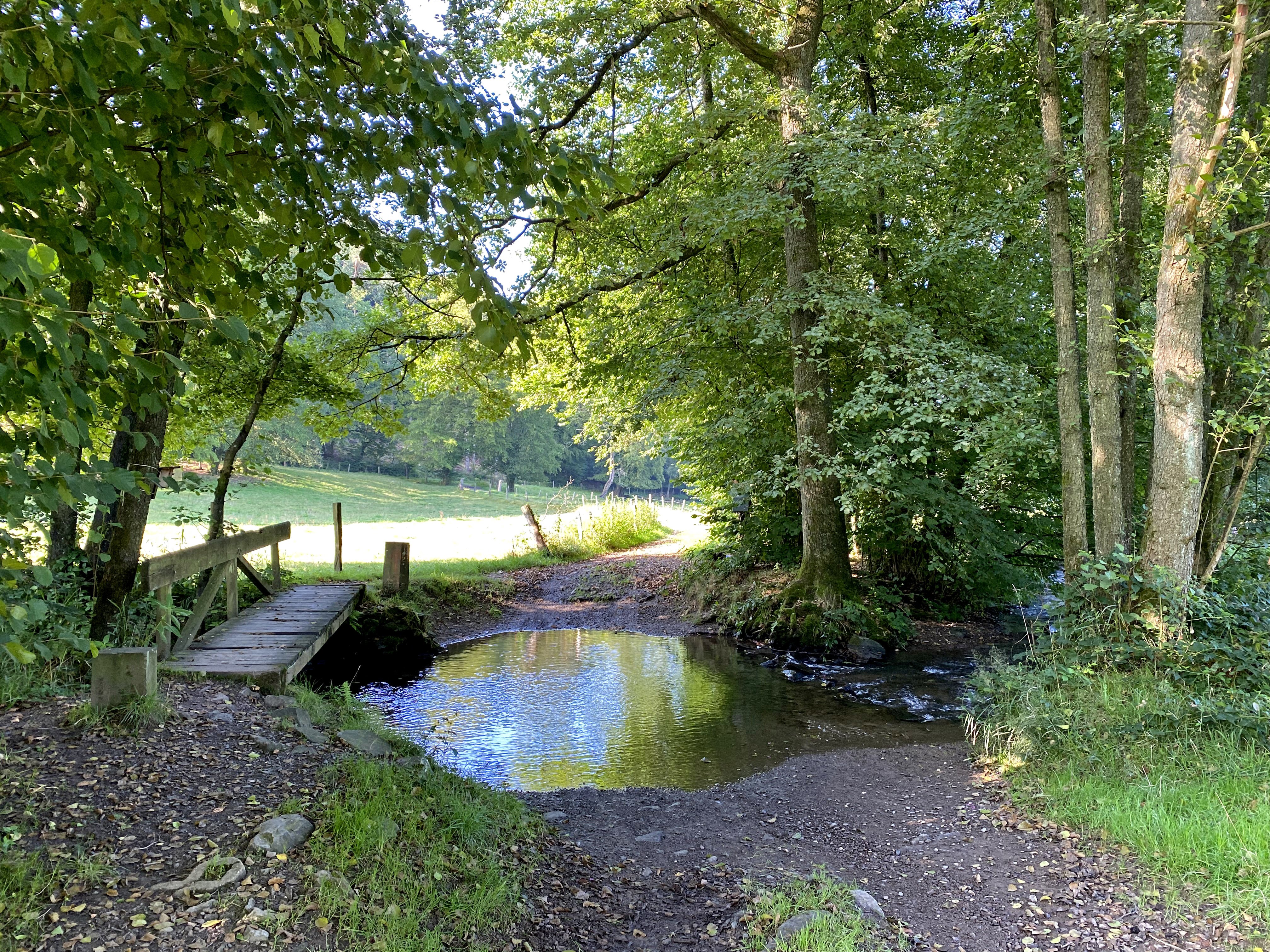
Die Furth im Tal der Großen Dhünn
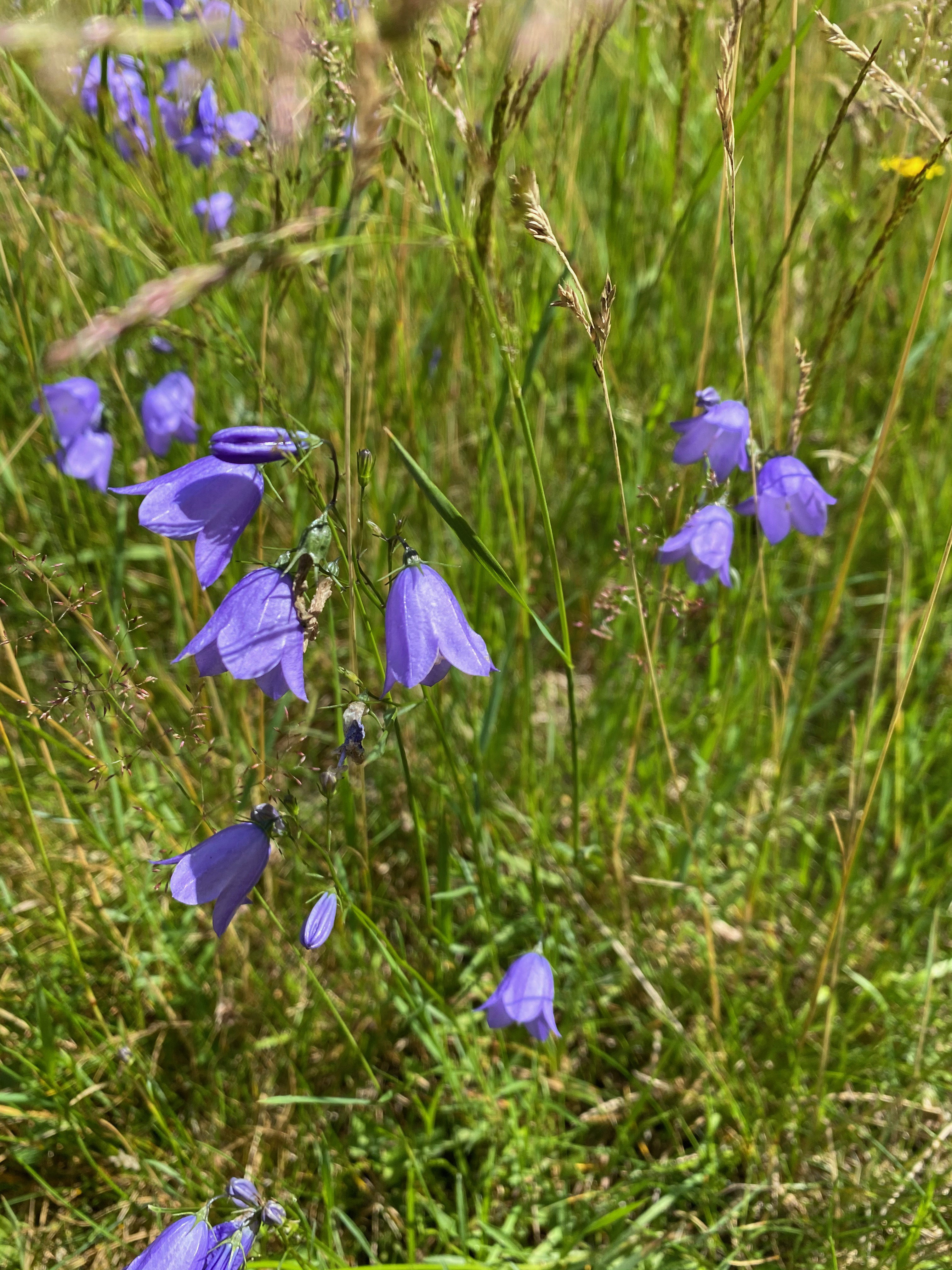
Rundblättrige Glockenblume im NSG
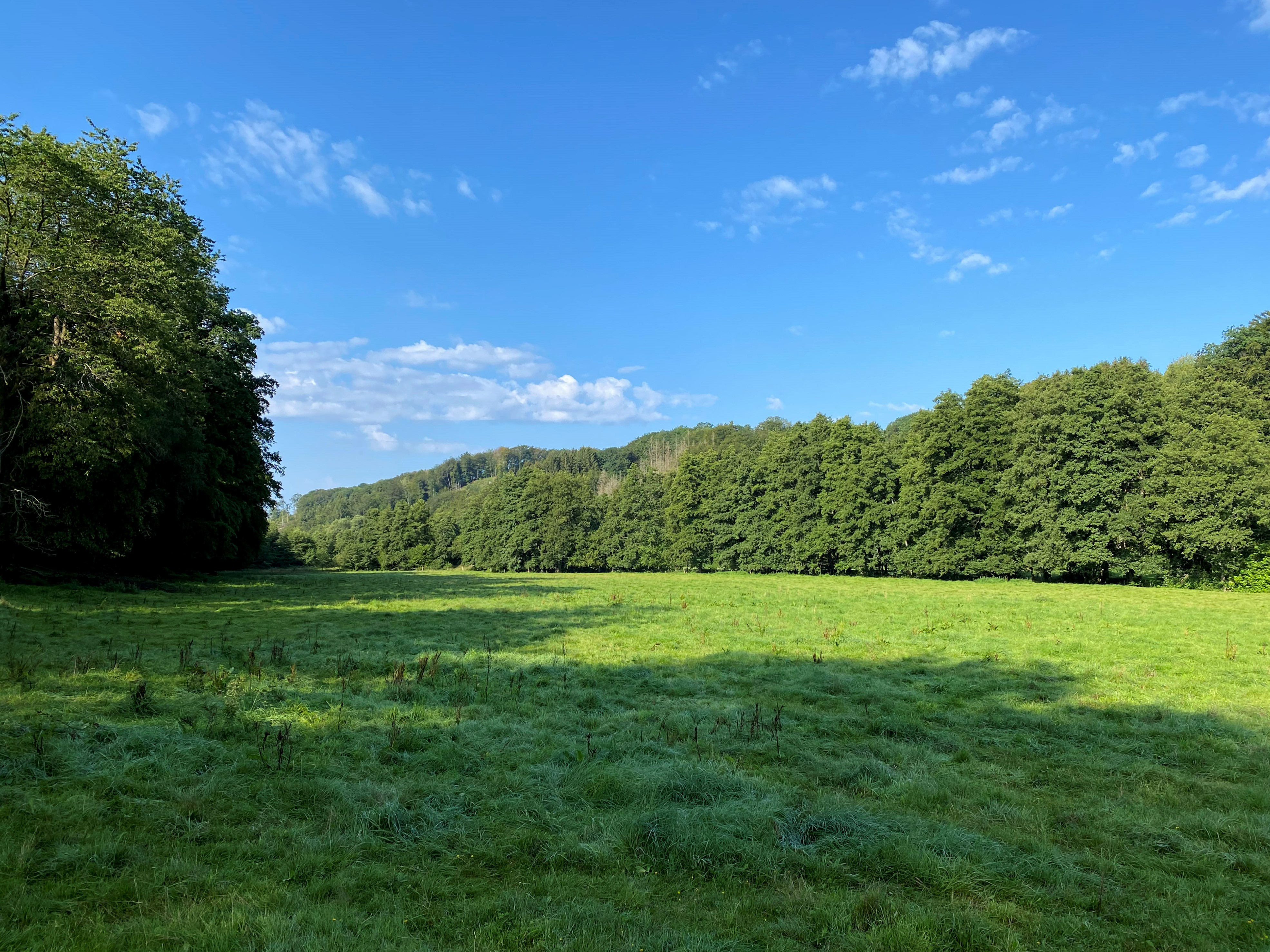
Großflächige Talaue bei der Einmündung des Purder Baches in die Große Dhünn
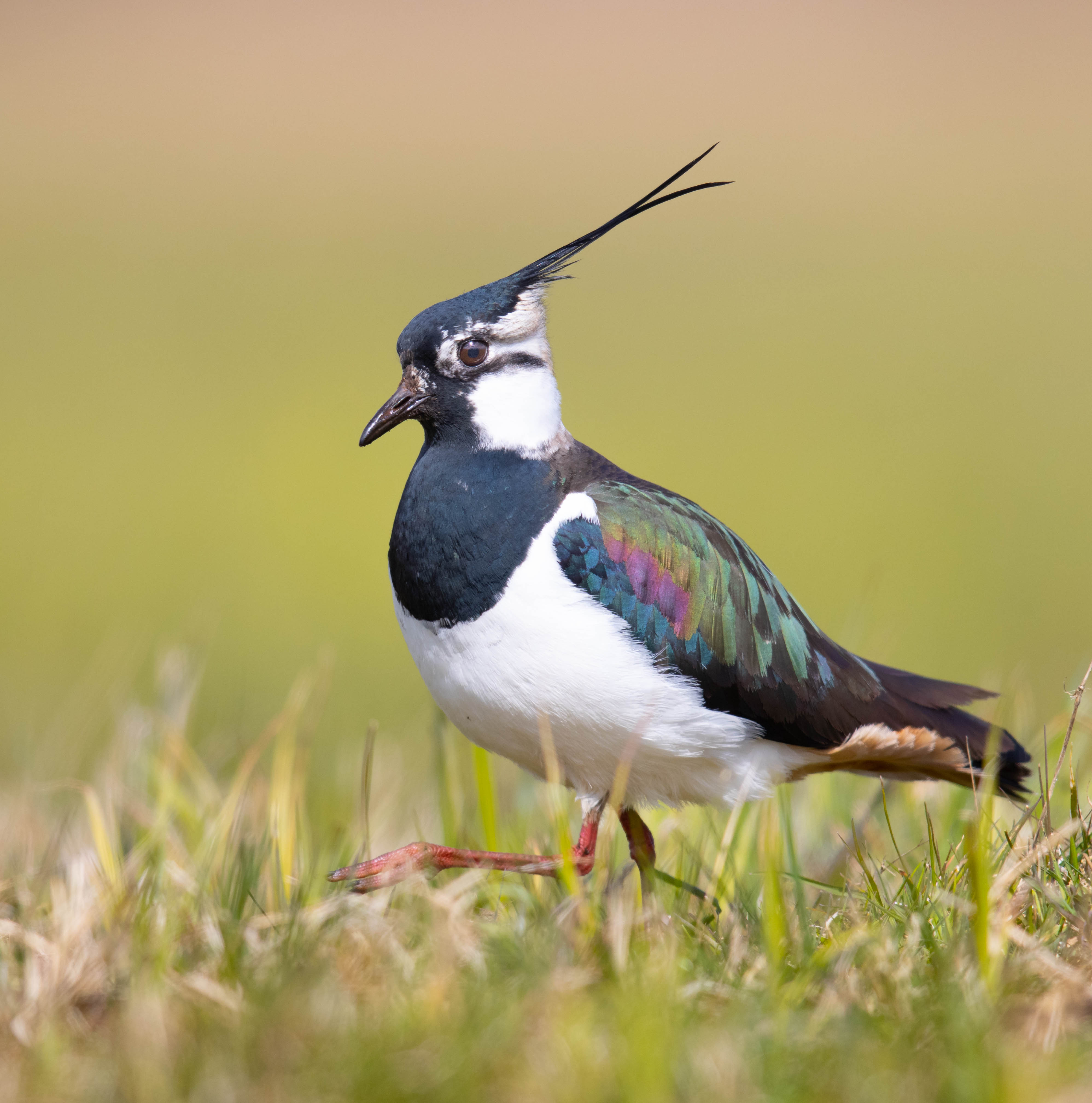
Kiebitz – brütet in großen ungestörten Wiesenflächen
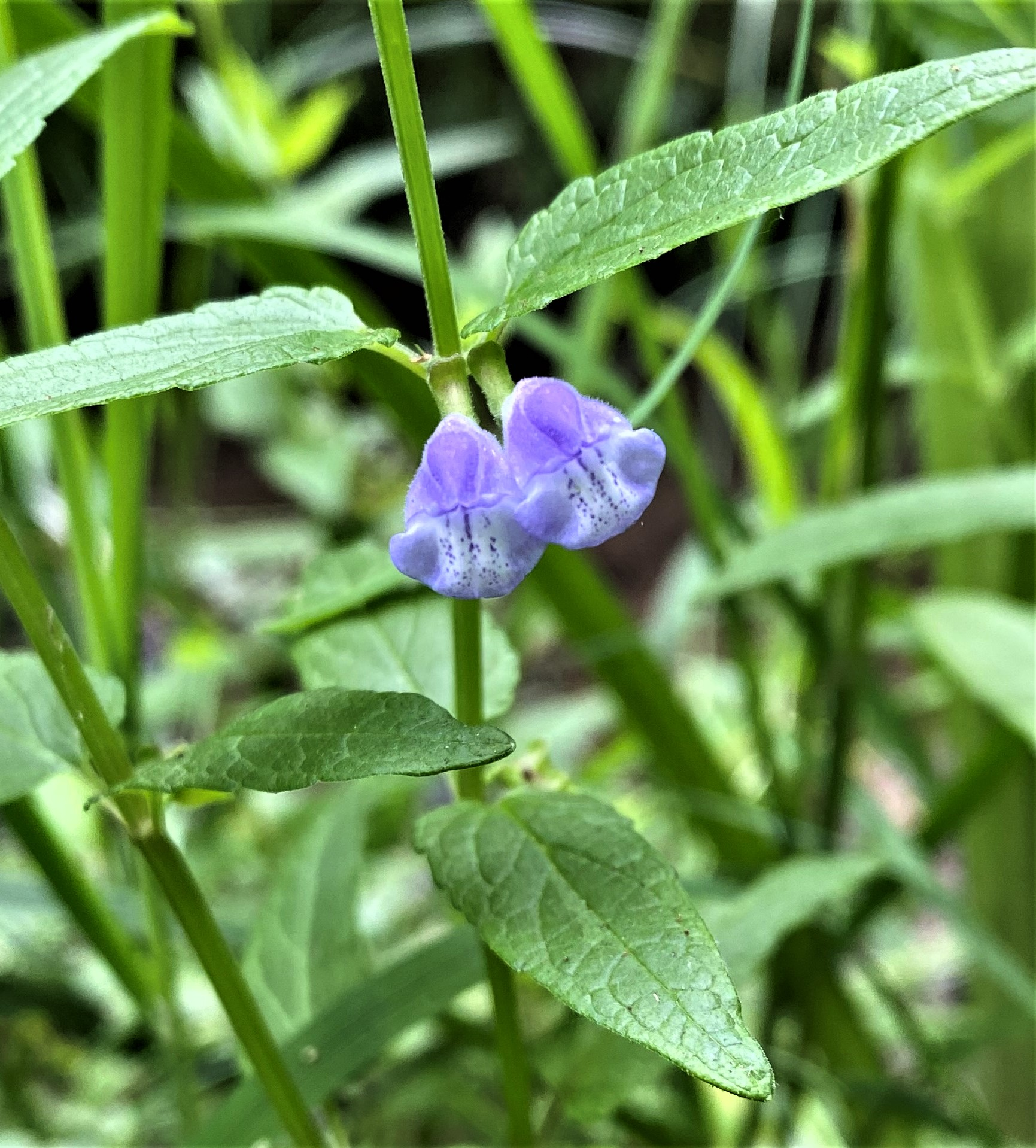
Sumpf-Helmkraut
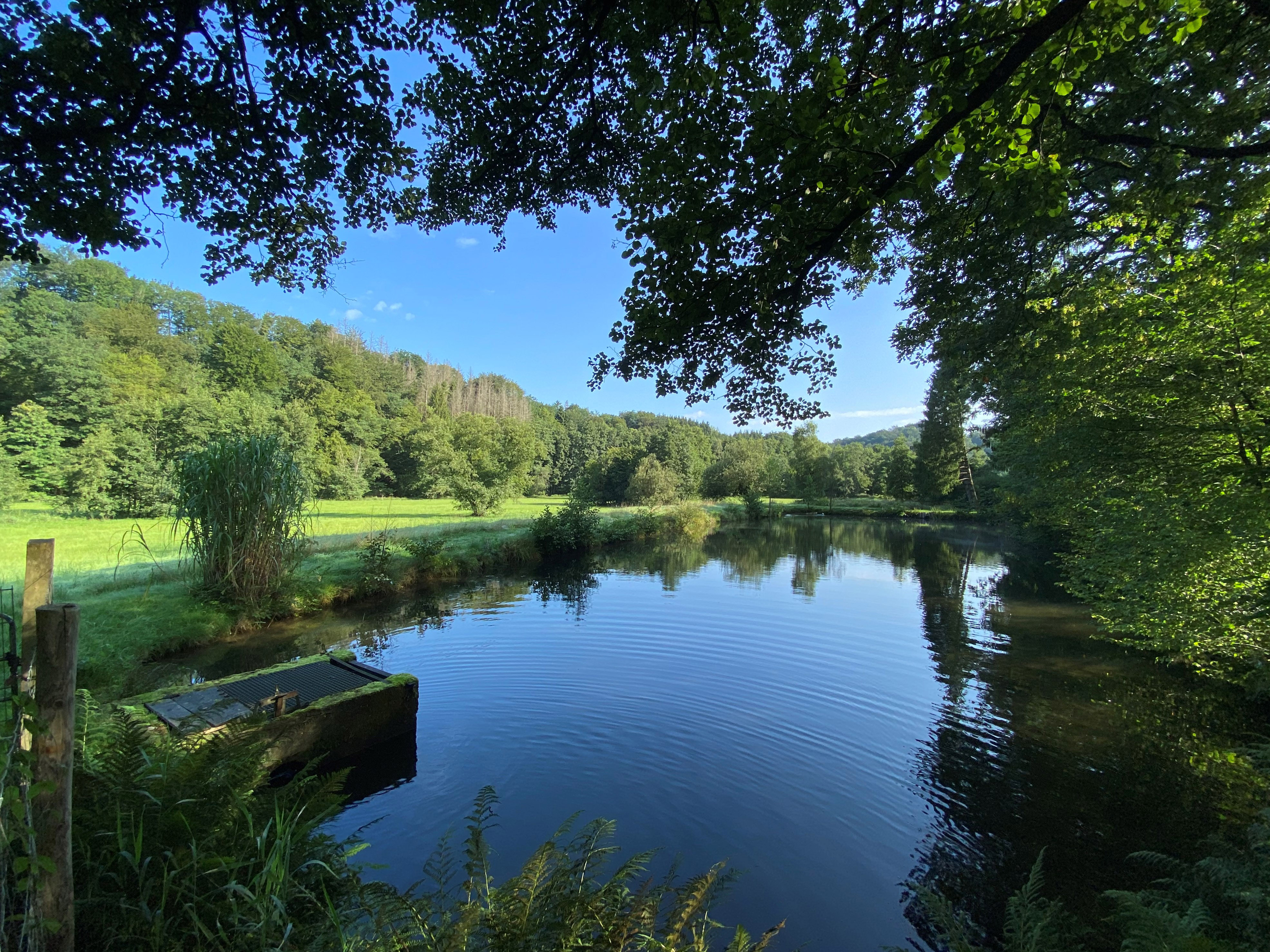
Talaue der Großen Dhünn und Teich nördl. Neumühle
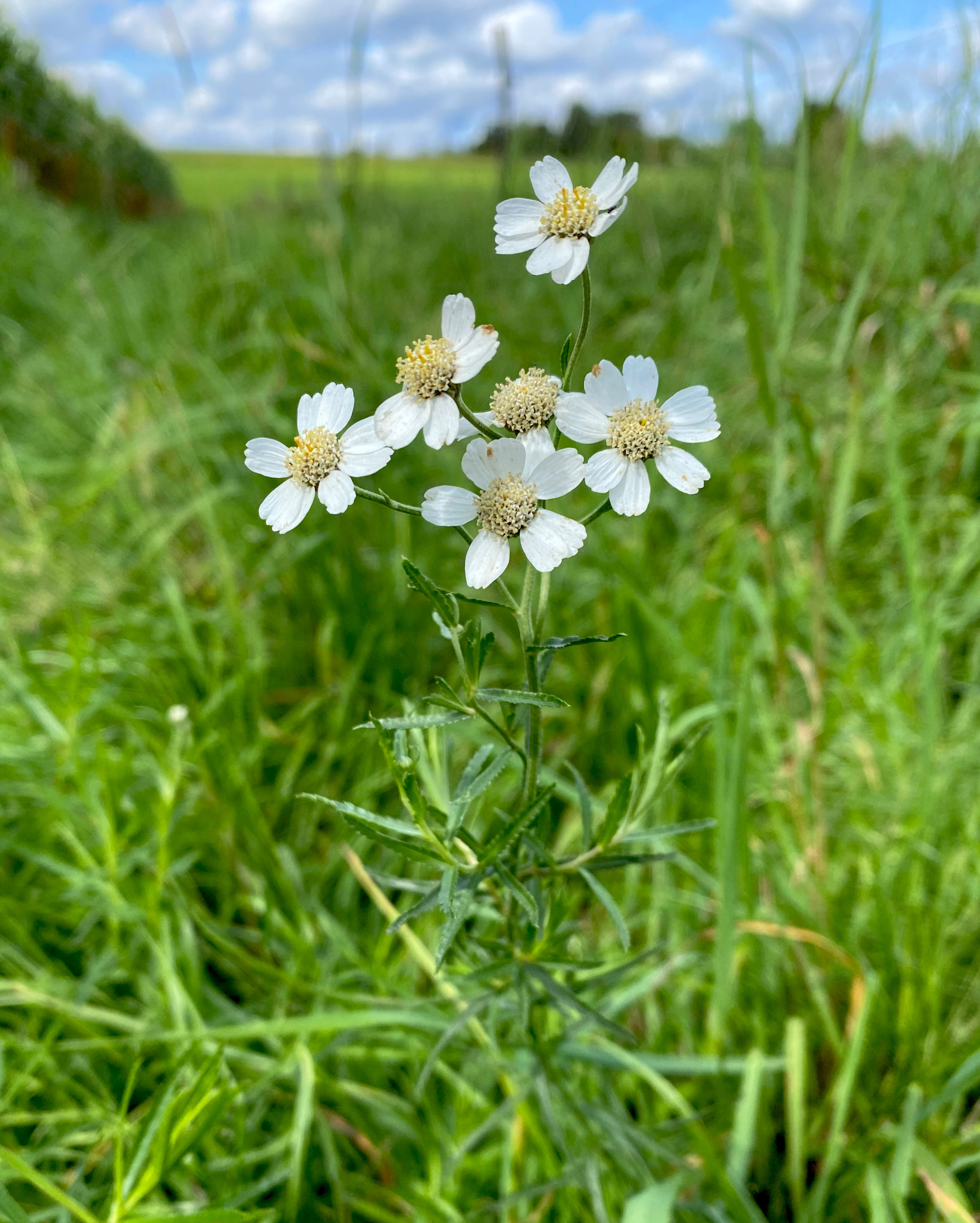
Sumpf-Schafgarbe
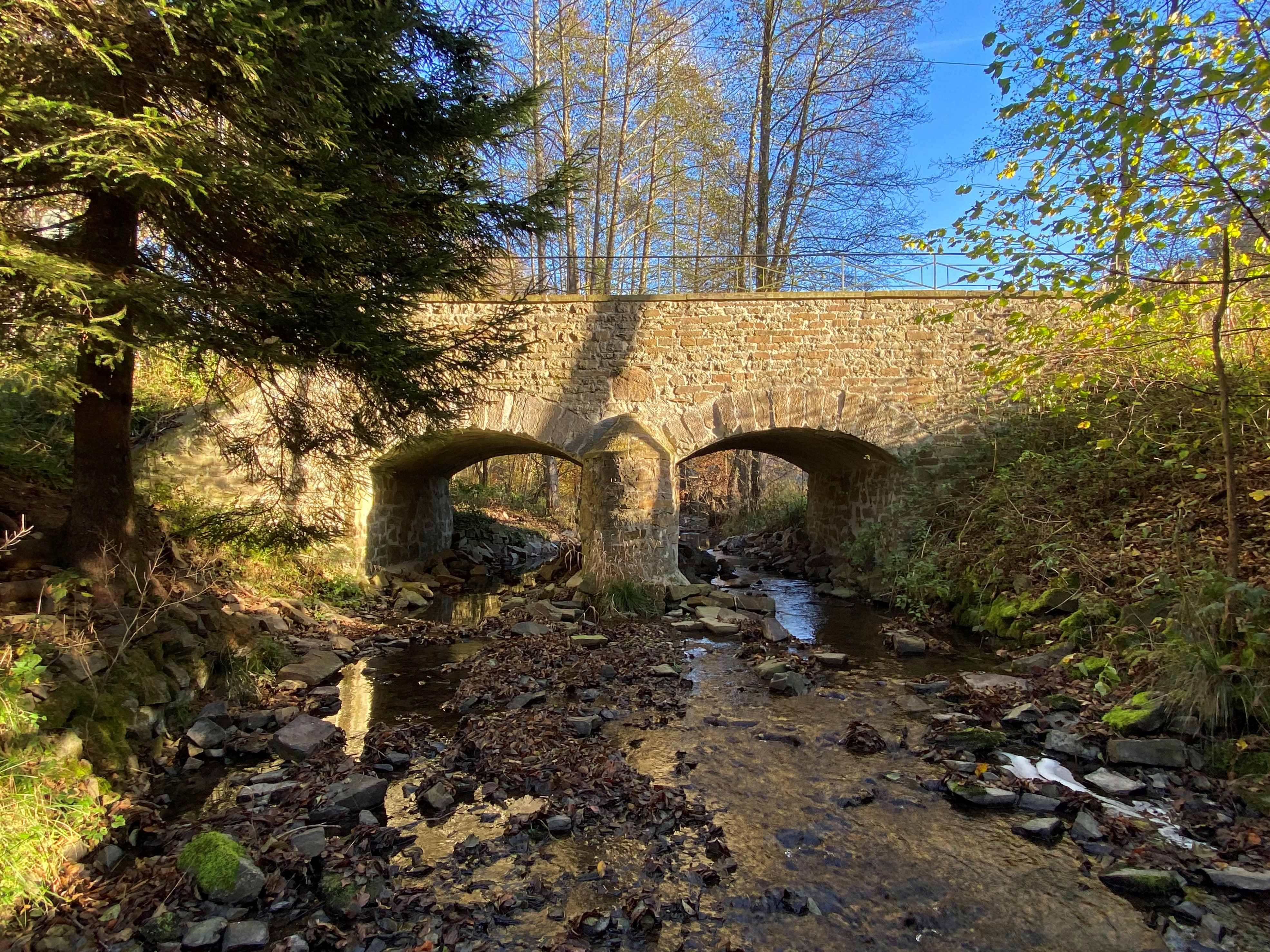
Große Dhünn fließt durch die Bogenbrücke (Baudenkmal) bei Neumühle